# NGC 1955
NGC 1955 је расејано звездано јато у сазвежђу Златна риба које се налази на NGC листи објеката дубоког неба.
Деклинација објекта је - 67° 29' 51" а ректасцензија 5h 26m 10,0s. Привидна величина (магнитуда) објекта NGC 1955 износи 9,0. NGC 1955 је још познат и под ознакама ESO 56-SC121.